# Могила светлячков
«Могила светлячков», в некоторых переводах «Кладбище светлячков» (яп. 火垂るの墓 Хотару но хака) — японский анимационный военный фильм-трагедия режиссёра Исао Такахаты, выпущенный Studio Ghibli в 1988 году.
Фильм представляет собой экранизацию рассказа Акиюки Носаки, впервые опубликованного в 1967 году и носящего частично автобиографический характер. Действие фильма происходит в Кобе в конце Второй мировой войны; он описывает судьбу двух японских детей — подростка Сэйты и его сестры Сэцуко — в последние месяцы войны. Оригинальный рассказ, опубликованный в ежемесячнике «Оорю Ёмимоно», был удостоен премии Сандзюго Наоки. Помимо анимационного фильма, были выпущены и игровые экранизации с живыми актёрами: телефильм в 2005 году и игровой кинофильм в 2008 году.

## Сюжет
Фильм открывается смертью Сэйты — он умирает от истощения на станции Санномия в Кобе 21 сентября 1945 года, уже после окончания войны, не зная, какое число на календаре. Люди проходят мимо грязного бродяги, сидящего у колонны метро. Его последнее слово — «Сэцуко». Наступает вечер. Уборщик подбирает и выбрасывает предмет, который парень носил с собой до конца, — ржавую жестянку из-под леденцов с пеплом и обломками костей. Среди летающих светлячков появляются силуэты Сэйты и его сестры Сэцуко — пока ещё живых и счастливых. Они садятся на поезд.
Действие переносится на несколько месяцев назад, когда американские бомбардировщики B-29 сбрасывают зажигательные бомбы на Кобе: уничтожаются целые кварталы, и в огне погибает мать Сэйты и Сэцуко, а также сгорает их дом. Отец детей служит в это время в Императорском флоте Японии, и никаких вестей от него нет. Сэйта пытается наладить нормальную жизнь, скрыв от сестры смерть матери, и на некоторое время они вдвоем находят приют у своей тётки. Чтобы выжить, Сэйта продает сохранившиеся вещи матери, в том числе обменивая её кимоно на рис. Однако со временем тётка начинает относиться к детям недружелюбно, устав от «нахлебников» и постоянно обманывая их в еде и уличая в неблагодарности и в излишней праздности, например, когда Сэйта пытается отвлечь или развеселить сестру, в частности игрой на пианино и песней. В конце концов Сэйта уходит из дома, забрав с собой сестру. Они селятся в заброшенных убежищах на берегу реки. Брат и сестра выпускают светлячков в своё жилище, но на следующий день обнаруживают насекомых мёртвыми. Сэцуко хоронит их в ямке и спрашивает у брата, почему они должны были умереть, но Сэйта не может найти ответа. Сэцуко говорит, что уже знает о смерти матери, — тётка позаботилась об этом.
Когда у них заканчивается рис и все сбережения, Сэйта пытается воровать еду на поле крестьян, где его ловят, избивают и сдают полиции, но местный полицейский его отпускает. Сэйта каждый раз пробирается в город во время бомбардировок и ворует в домах людей, которые в это время прячутся в убежищах. Из здоровых детей они постепенно превращаются в живые скелеты. Сэцуко заболевает, и Сэйта отводит сестру к врачу, который объясняет, что девочка страдает от недоедания и обезвоживания, но не предлагает никакой помощи. Чтобы как-то облегчить её страдания, Сэйта дает ей ледяную крошку, осыпавшуюся на землю от распила брусков льда вместо ее любимых леденцов.
В городе Сэйта выменивает немного еды на последние сбережения матери и узнаёт о безоговорочной капитуляции Японии. Императорский флот разгромлен, а значит, их отец скорее всего мертв. Хоть у них теперь есть возможность купить еду и даже целый арбуз, это уже не может исправить ситуацию с истощением Сэцуко, которая засыпает и больше не просыпается. В рассказе ее смерть датирована 22 августа 1945 года. Это мрачное событие оттеняется вновь оживающим городом: продавец угля в разговоре о правильной кремации ребенка называет день «прекрасным», на фоне гружённой углем телеги японки в красивых платьях возвращаются в свои оставленные дома. Сэйта кремирует Сэцуко вместе с её любимой куклой, а прах помещает в жестяную коробку из-под леденцов (на протяжении всего мультфильма леденцы играли важную роль для девочки, служа ей успокоением и единственным отвлечением от творившегося вокруг ужаса).
Последние кадры фильма показывают духи Сэйты и Сэцуко на склоне холма с видом на современный Кобе.

## Персонажи
Сэйта — обычный четырнадцатилетний подросток. У него не закончилось детство, а на него свалилась война и смерть родителей. Он понимает, что должен заботиться о сестрёнке, а не получается, он ещё этого не умеет. Приютившие брата и сестру родственники постепенно устают от двух нахлебников. Сэйта уходит от тётки, забирая с собой сестрёнку. Чтобы добыть еду, мечтательный интеллигентный подросток Сэйта мародёрствует во время бомбёжек. В конце фильма умирает от истощения.
Сэйю: Цутому Тацуми
Сэцуко — сестра Сэйты. Война застаёт Сэцуко маленьким ребёнком. Она бегает и шалит в перерывах между бомбёжками, качается на качелях и играет в свои нехитрые игрушки, творит незамысловатые и милые детские дурачества, будучи с уверенностью ребёнка убеждённой, что её брат защитит её от всего. Умерла от недоедания и инфекции.
Сэйю: Аяно Сираиси
Мать Сэйты — погибает в здании школы после бомбёжки. Из-за сильных ожогов не дожила до отправки в больницу.
Сэйю: Ёсико Синохара
Тётка Сэйты — до войны тётка просто завидовала богатству своих родственников, а во время войны, когда еды не хватает даже ей с её дочерью, она оказывается с племянниками в равном положении и использует принцип — «кто не работает, тот не ест». Тётка советует Сэйте пойти работать в пожарную бригаду и получать паёк. Она видит в племянниках обузу, воспринимая отказ Сэйты от работы как прихоть избалованного мальчишки. Тётка вовсе не считает себя злой или бессовестной, а даже наоборот. Она укоряет сирот, психологически подталкивая Сэйту к уходу, которому она рада.
Сэйю: Акэми Ямагути

## История создания
Акиюки Носака написал роман под влиянием угрызений совести в 1967 году. Сюжет построен на реальных событиях из его биографии: во время Второй мировой войны умерла из-за болезни одна из его сестёр, его приёмный отец погиб во время авианалёта на Кобэ в марте 1945 года, а затем его вторая сестра умерла от голода в Фукуи. Книга «Могила светлячков» считается классикой японской литературы, посвящённой Второй мировой войне. Чтобы подобрать детей на роль Сэцуко и Сэйты, режиссёр Исао Такахата отправился в Кобе, потому что он хотел, чтобы главных героев озвучивали люди с голосовым акцентом именно этого региона. Там он и нашёл пятилетнюю Аяно Сираиси, которая впоследствии озвучила Сэцуко. Экранизация книги планировалась как часть школьной программы. Фильм был выпущен в паре с «Мой сосед Тоторо» Хаяо Миядзаки, чтобы «протолкнуть» «Тоторо» к зрителю. Действительно, «Могила» и «Тоторо» были закуплены многими школьными советами для показа ученикам. Помимо аниме-экранизации роман Носаки имеет ещё две игровые экранизации: первая, снятая режиссёром Тоей Сато в 2005 году, и вторая — 2008 году, снятая Таро Хюгадзи.

## Критика и отзывы
По мнению американского критика Роджера Эберта фильм принадлежит к списку лучших фильмов о войне. 4-е место в списке 100 лучших аниме фильмов согласно журналу Paste. Борис Иванов из редакции сайта Hi-Fi.ru также поместил «Могилу светлячков» на 3-ю позицию среди 100 лучших аниме за всю историю кино. 15-е место среди 100 лучших анимационных фильмов по версии журнала Time Out. Также «Могила светлячков» входит в список 50 лучших аниме всех времён по версии журнала «АнимеГид».
Фильм был удостоен двух главных призов на Чикагском детском международном кинофестивале (1994) и Специального приза японских критиков «Голубая лента».
В Южной Корее «Могила светлячков» была запрещена к прокату из-за отрицательных коннотаций по отношению к Японии военных лет (Япония аннексировала Корею в 1910 году и сохраняла власть над полуостровом до 1945 года). В Корее не приветствуются фильмы, в которых японцы военных лет предстают достойными сочувствия, а не порицания.